# Ballophilus liber
Ballophilus liber är en mångfotingart som beskrevs av Chamberlin 1953. Ballophilus liber ingår i släktet Ballophilus och familjen Ballophilidae. Inga underarter finns listade i Catalogue of Life.